# Elizabet Pinkni
Elizabet Pinkni (engl. Elizabeth Lucas Pinckney; 1722 – 1793) inovatorka je indigo plave boje.
Elizabet Pinkni bila je četvrto dete čuvenog britanskog oficira Džordža Lukasa. Rođena je na ostrvu Antigva u oblasti Kariba, što joj je omogućilo da se još u ranoj mladosti upozna sa različitim biljnim vrstama i razvije ljubav prema botanici.
Eliza, kako su je zvali, govorila je francuski, svirala je flautu i bila je dobar poznavalac dela Miltona, Virdžila i Loka. Do revolucionarnog otkrića, došla je kada je na zahtev svoga oca istraživala biljke koje bi mogle biti uspešan uvozni proizvod u Velikoj Britaniji. 
Detaljnim proučavanjem biljnog sveta, preporučila je ocu biljku Indigoferu, koja do tada nije bila korišćena, a koja je proizvodila, u to vreme, retku, prirodnu plavu boju. 
Otac je na svojim plantažama zasadio Indigoferu i vrlo brzo postao najveći snabdevač britanske tekstilne industrije, koja je bila u vratoglavom porastu. Boja proizvedena od Indigofere, posle pirinča, postala je najveći uvozni proizvod u Britaniju. 
Elizabet Pinkni je bila majka troje dece. Njena dva sina, Čarls i Tomas, bili su generali u službi Džordža Vašingtona, a Čarls je čak dva puta 1804. i 1808. godine bio kandidat za predsednika Sjedinjenih Američkih Država. Oba puta je izgubio, prvi put od Džefersona, a drugi put od Medisona. Na Elizabetinom pogrebu kovčeg je nosio lično Džordž Vašington.

## Literatura
- South Carolina Historical Magazine, Vol. 99:3 (July 1998). Special issue on Eliza Lucas Pinckney, featuring three academic articles and three previously unpublished letters.
- “Eliza Lucas Pinckney” in G. J. Barker Benfield and Catherine Clinton, eds., Portraits of American Women: From Settlement to the Present, New York: Oxford University Press, 1998.
- Ravenel, Harriott Horry. Eliza Pinckney, New York: Scribnerís, 1896.